# Jozef Browaeys
Jozef Antoon Browaeys (Sint-Maria-Horebeke, 17 januari 1939) is een voormalig Belgisch politicus voor Open Vld. Hij was jarenlang burgemeester van Horebeke, van 1 januari 1965 tot 31 december 2018, en was daarmee een van de langst zittende burgemeesters in België.

## Levensloop
Browaeys werd beroepshalve verzekeringsmakelaar.
Hij werd politiek actief voor de liberale partij PVV, de huidige Open Vld. Browaeys was de eerste keer kandidaat voor de gemeenteraadsverkiezingen van oktober 1964 in Sint-Maria-Horebeke met de partij Volksbelangen. Deze behaalde de meerderheid en hij werd burgemeester. Hij bleef dit ook na de verkiezingen van 1970.
In 1977 werden Sint-Maria-Horebeke en Sint-Kornelis-Horebeke samengevoegd tot de nieuwe gemeente Horebeke en Browaeys werd de eerste burgemeester van deze fusiegemeente. Hij bleef die functie ook de volgende decennia bekleden. Bij de gemeenteraadsverkiezingen van oktober 2018 was hij na 54 jaar burgemeesterschap geen kandidaat meer en maakte hij plaats voor zijn dochter Cynthia, die hem begin 2019 opvolgde als burgemeester.
Van 1973 tot 1985 zetelde Browaeys tevens in de provincieraad van Oost-Vlaanderen. Ook was hij verschillende keren kandidaat bij de Kamer- en Senaatsverkiezingen en de verkiezingen voor het Europees Parlement. Bij de verkiezingen van november 1991 was Browaeys lijsttrekker voor de Kamer in het arrondissement Oudenaarde, maar hij raakte niet verkozen. Bij de eerste rechtstreekse verkiezingen voor het Vlaams Parlement van 21 mei 1995 werd hij verkozen in de kieskring Aalst-Oudenaarde. Ook na de volgende Vlaamse verkiezingen van 13 juni 1999 bleef hij Vlaams volksvertegenwoordiger tot juni 2004, toen hij niet herkozen raakte. In het Vlaams Parlement zetelde Browaeys van 1995 tot 2000 als vast lid in de commissie Cultuur, Jeugd en Sport.